# Lycia arethusa
Lycia arethusa är en fjärilsart som beskrevs av Harr. Lycia arethusa ingår i släktet Lycia och familjen mätare. Inga underarter finns listade i Catalogue of Life.